# Bill Hickok

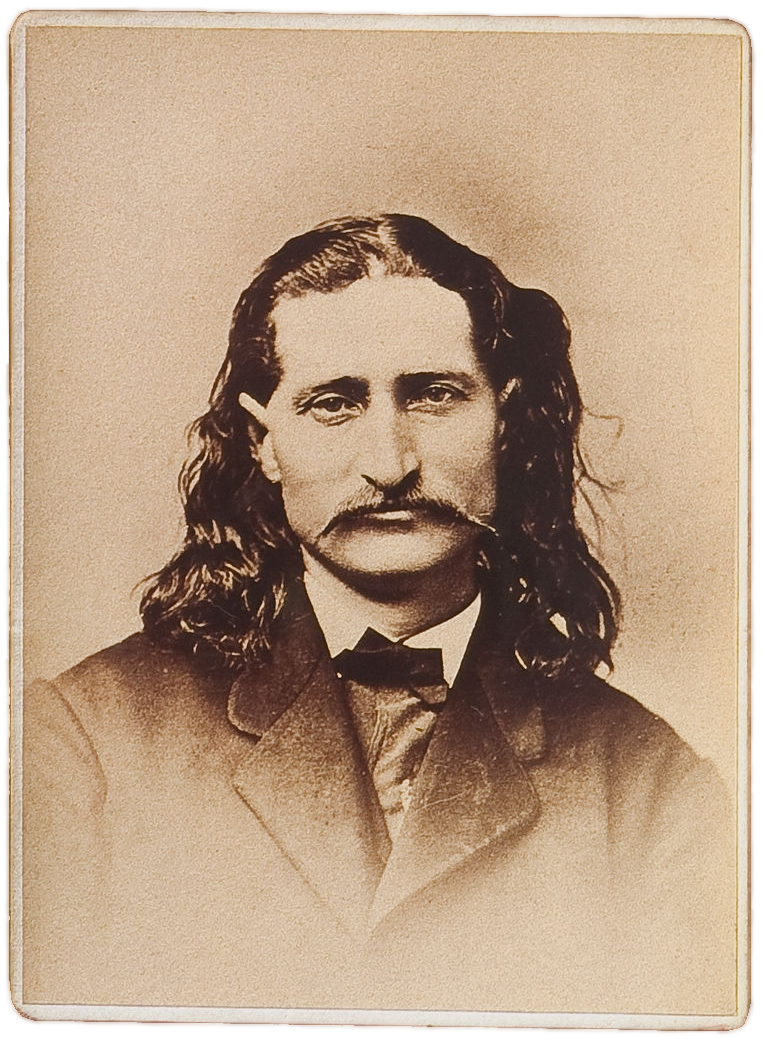
Wild Bill Hickok

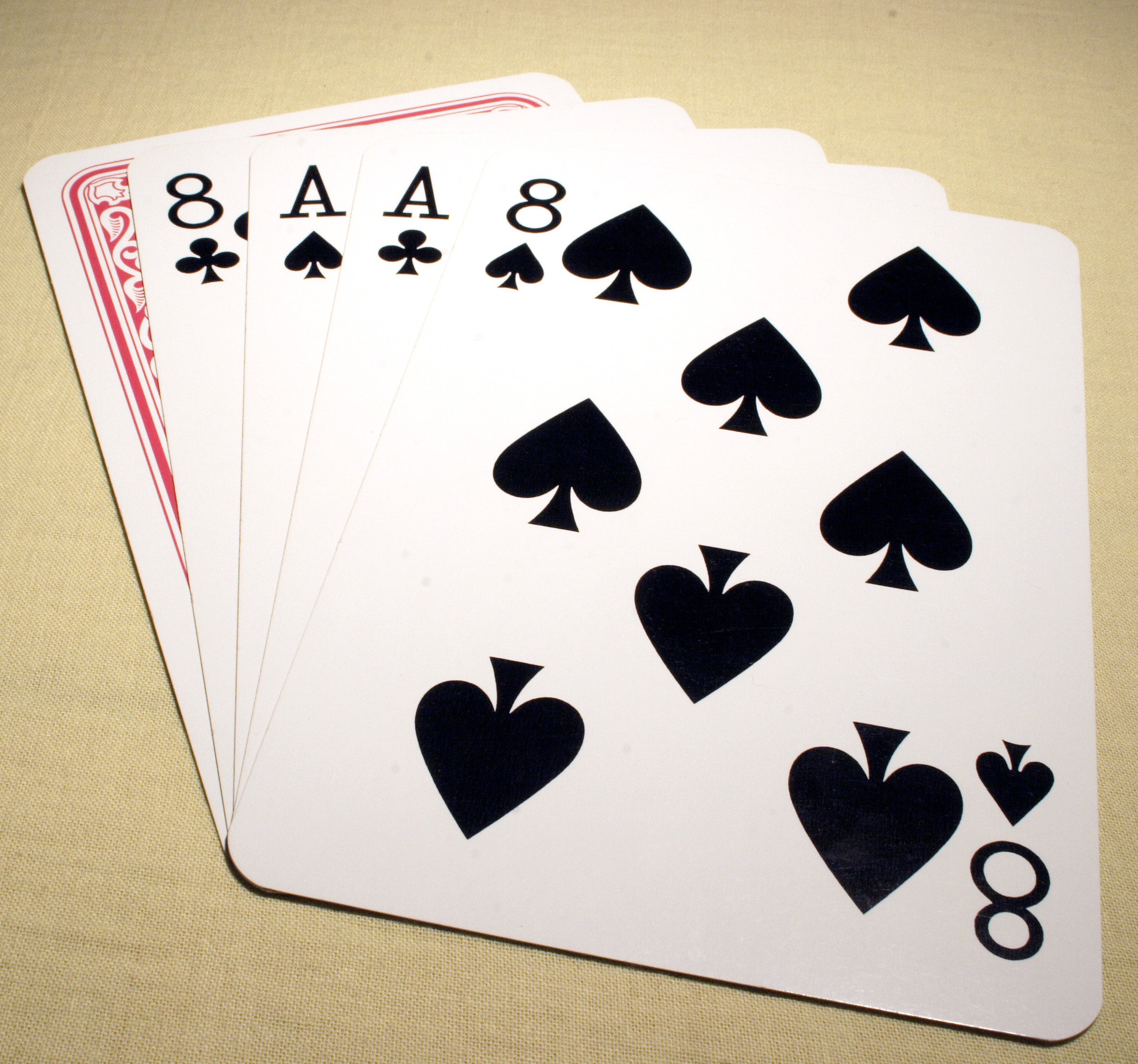
Draw Poker war die bevorzugte Poker-Variante im Wilden Westen. Weil Bill Hickok bei seiner Ermordung eine Hand mit Assen und Achten hielt, wird dieses Blatt seither Dead Man’s Hand genannt.

James Butler „Wild Bill“ Hickok (* 27. Mai 1837 in Troy Grove, Illinois; † 2. August 1876 in Deadwood, South Dakota) war ein US-amerikanischer Western- beziehungsweise Revolverheld, Soldat und Gesetzeshüter. In sechs überlieferten Schießereien tötete der Gunslinger sieben Menschen.

## Leben
Bill Hickok wurde als viertes von insgesamt sechs Kindern des Farmers William Alonzo Hickok und seiner Frau Pamelia „Polly“ Butler in Troy Grove (damals noch Homer), Illinois, geboren. Sein Vater, ein Abolitionist, soll die heimische Farm dem aus Gegnern der Sklaverei bestehenden Netzwerk der Underground Railroad als Unterschlupf zur Verfügung gestellt haben. Bill war schon als Jugendlicher der beste Schütze von Nord-Illinois und auch Schlägereien nicht abgeneigt. 1854 war Hickok in Utica als Fuhrmann bei der Illinois & Michigan-Kanalgesellschaft angestellt und warf dort seinen Arbeitgeber Charles Hudson in die kühlen Fluten des Kanals, nachdem der auf Hickoks Zugpferde eingedroschen hatte. 1855 zog der 18-Jährige nach Kansas weiter, wo er sich den Jayhawkers anschloss, einer von General James „The Grim Chief of Kansas“ Lane befehligten Guerillaeinheit der Union, ohne jedoch in Gefechte mit der Sklaverei zugetanen Gruppierungen verwickelt zu werden. Während seiner Zeit bei der Miliz traf er auf den damals 12-jährigen William Cody, später besser bekannt als Buffalo Bill.
1858 arbeitete Hickok als Farmarbeiter im Johnson County. Im dortigen Verwaltungsbezirk Monticello wurde er zu dessen Constable gewählt. Nach kurzer Amtszeit fuhr Bill als Postkutscher auf dem Santa Fe Trail. 1860 wurde er bei Russel, Majors & Waddell, der Dachorganisation des Pony-Express, Wagenmeister für große Frachttrecks in den Westen. Dass er bei einem dieser Konvois auf dem Raton Pass von einem Bären angegriffen und schwer verletzt worden sein soll und das Tier mit seinen Revolvern und einem Messer getötet habe, ist lediglich eine Legende, verfasst von seinem späteren Biografen John W. Buel. Im Sommer 1861 wurde Hickok zur Rock Creek Station am Oregon Trail geschickt. Dort kam es am 12. Juli 1861 zu einer legendären Schießerei zwischen Hickok und David McCanles. Hickok erschoss den ahnungslosen McCanles hinter einem Vorhang stehend durch einen Gewehrschuss ins Herz, ein weiterer McCanles-Mann namens James Woods wurde durch Hickoks Revolver verwundet. Ein dritter namens James Gordon, der sich verletzt zum Rock Creek schleppen konnte, wurde dort wahrscheinlich von dem Pony Express-Reiter James W. „Doc“ Brink erschossen.
Im Sezessionskrieg schloss sich Hickok als Nachschuboffizier den Nordstaaten an. Von General Curtis wurde er unter anderem als Spion eingesetzt. Hier kam er zu seinem berühmten Spitznamen „Wild Bill“: Eine Frau schrie „Gut für dich, Wild Bill“, als Hickok knapp einem Lynchmob entkommen konnte. 1862 nahm Wild Bill vermutlich an der Schlacht am Pea Ridge in Arkansas, teil.
Nach dem Krieg schlug sich Hickok zunächst als Spieler durch. In Springfield, Missouri, tötete er am 21. Juli 1865 Dave Tutt bei einem Duell auf offener Straße mit einem Schuss aus etwa 75 Yards (ca. 68 Meter) Entfernung. Tutt hatte eine goldene Uhr, die Bill sehr wichtig gewesen war, tags zuvor beim Pokerspielen gewonnen und sie trotz Bills Bitte, sie nicht öffentlich zu tragen, in der Öffentlichkeit angelegt, um Hickok zu demütigen. Dieser Schusswechsel, bei dem die beiden Kontrahenten einander auf offener Straße gegenüberstanden und gleichzeitig ihre Waffen zogen, war eines der wenigen historisch bezeugten Quick-Draw-Duelle im Wilden Westen. Anschließend wurde Hickok verhaftet und wegen Totschlags angeklagt. Er kam gegen eine Kaution von 2.000 $ frei und wurde später von der Jury freigesprochen. Später stellte er sich sogar zur Wahl des örtlichen Polizeichefs, verlor aber.
In Fort Riley, Kansas, wurde er am 11. März für die Armee reaktiviert und seine Aufgabe bestand im Wesentlichen darin, gestohlene Pferde und Maultiere der Armee wieder herbeizuschaffen. Am 1. Januar 1867 wurde Wild Bill Kundschafter bei General George Armstrong Custer. Er blieb aber nicht lange und unterlag noch im selben Jahr bei der Wahl zum Sheriff des Ellsworth County, Kansas. Schließlich wurde Hickok US Deputy Marshal. Im März 1868 brachte er gemeinsam mit „Buffalo Bill“ elf Gefangene nach Topeka.
In einem Gefecht mit Cheyennes im Februar 1869 trug er eine leichte Verletzung davon. Kurz darauf wurde Hickok zum Sheriff des Ellis County, Kansas, gewählt. In Hays, dem Verwaltungssitz des Countys und einer der wildesten Städte des Westens, tötete Wild Bill in drei Monaten zwei Männer, John Mulvey (oder Melvin) mit zwei Schüssen in Hals und Lunge sowie Samuel Strawhun (oder Strangham) mit einem Schuss in den Kopf. Im November unterlag er seinem Deputy Peter „Rattlesnake Pete“ Laniham und musste sein Amt als Sheriff niederlegen. Am 17. Juli 1870 schoss Hickok in einem Saloon in Hays zwei Kavalleristen namens John Kile und Jerry Lonergan nieder, die sich mit ihm angelegt hatten. Kile starb anderntags in Fort Hays an seiner Verwundung.
Im April 1871 wurde Hickok zum City Marshal von Abilene, Kansas, ernannt. Dort erschoss er am 5. Oktober 1871 vor dem Alamo Saloon den Spieler Philip Houston „Phil“ Coe und versehentlich auch seinen Freund, den Special Deputy Marshal Mike Williams, der ihm zu Hilfe geeilt war und den Wild Bill für einen weiteren Angreifer gehalten hatte. Danach schoss Hickok, der auch in Abilene seines Amtes enthoben wurde, nie wieder auf einen Menschen.
Im Sommer 1873 schloss sich Hickok als Sprecher und Ansager der Wildwestshow von Colonel Sidney „Sid“ Barnett in Niagara Falls, New York, an. Einmal trat Hickok, der sich lieber im Hintergrund hielt, in der Show auf. Er sollte einen ausgewachsenen Bison mit seinem Lasso fangen, während er auf einem Pferd ritt. Doch das Tier konnte sich befreien und der große Westernheld Wild Bill fiel von seinem Pferd hinunter in den Dreck. Die Show erwies sich als finanzielles Desaster für ihren Betreiber und wurde bald wieder aufgelöst. Im August 1873 schloss er sich als Schauspieler in New York der Theatergruppe seines alten Weggefährten Buffalo Bill Cody an, die er aber im März 1874 in Rochester, New York, wieder verließ. Hickok ging zurück in den Westen, nach Cheyenne in Wyoming, wo gegen ihn ein Haftbefehl wegen Landstreicherei erlassen wurde, da Hickok zu jener Zeit als Spieler über kein geregeltes Einkommen verfügte. Dieser Haftbefehl wurde jedoch nie vollstreckt und mit Hickoks Tod endgültig zu den Akten gelegt. In Cheyenne heiratete er auch am 5. März 1874 die Zirkusbesitzerin Agnes Lake Thatcher, die er bereits 1871 in Abilene kennengelernt hatte, sich aber zu dieser Zeit nicht hatte fest binden wollen. Nach nur zwei Wochen verließ er seine Gattin wieder, um im Dakota-Territorium nach Gold zu suchen. Agnes Lake Thatcher überlebte ihn um 31 Jahre: Sie starb am 21. August 1907 im Alter von 81 Jahren in Jersey City, New Jersey.

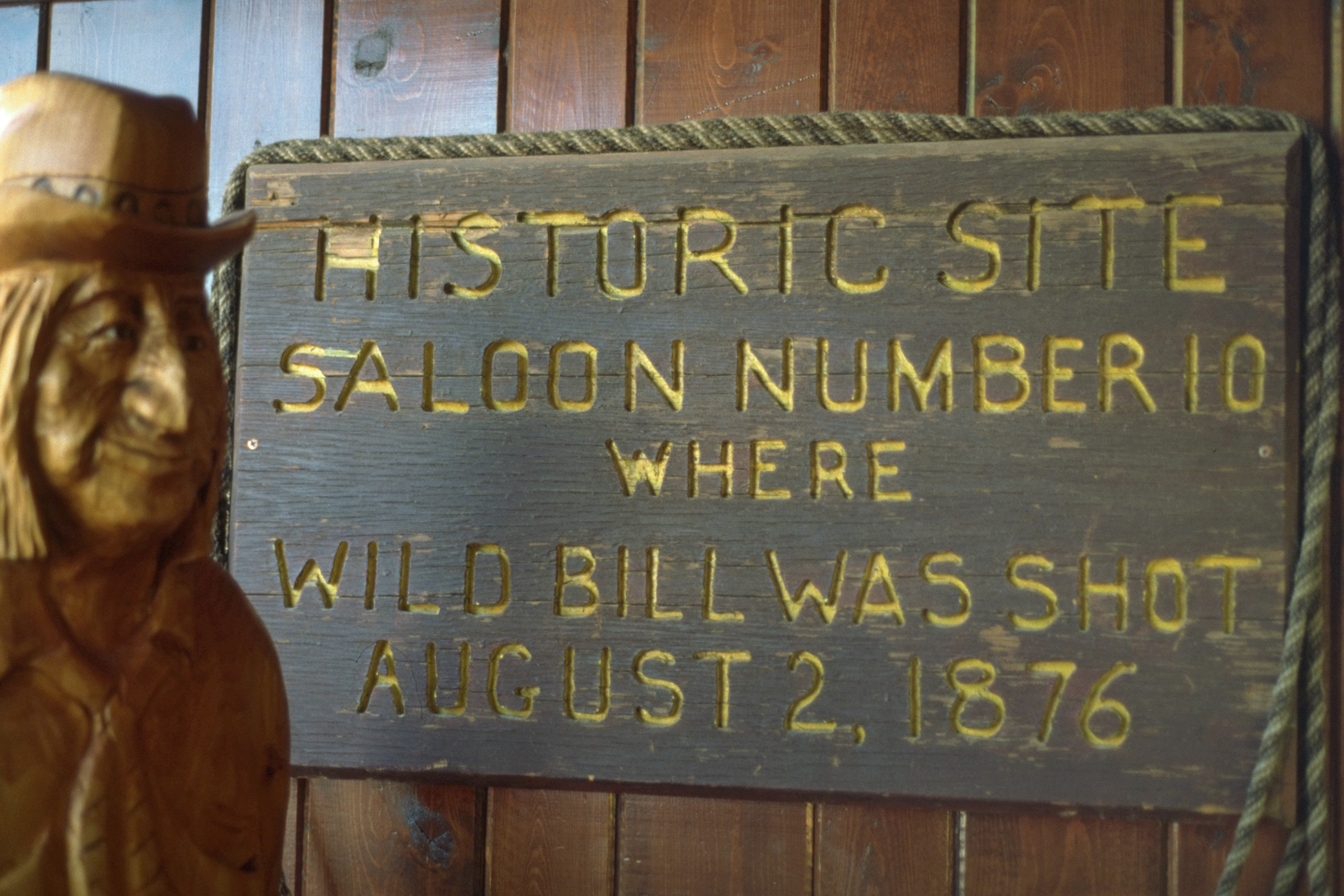
Hinweisschild am Saloon No. 10 in Deadwood, South Dakota

Im Sommer 1876 erreichte er die improvisierte Goldgräbersiedlung Deadwood in den Black Hills von Dakota und schlug sich dort wieder als Spieler durch. Dort wurde Wild Bill Hickok am 2. August 1876 von John „Broken Nose Jack“ McCall beim Pokerspielen im Mann’s Saloon No. 10 mit einem Revolverschuss in den Hinterkopf ermordet. Er starb mit einer Dame, einem Pik- und einem Kreuz-Ass sowie einer Pik- und einer Kreuz-Acht (nach anderer Überlieferung zwei Buben und zwei Achten) in der Hand, einem Blatt, das seitdem Dead Man’s Hand genannt wird. McCall wurde am nächsten Tag in einem Prozess vor einem Ad-hoc-Gericht zunächst freigesprochen, am 29. August aber wieder festgenommen, in einem Prozess im Dezember 1876 und Januar 1877 wegen Mordes zum Tode verurteilt und am 1. März 1877 um 10:15 Uhr in Yankton, Dakota-Territorium, öffentlich gehängt.

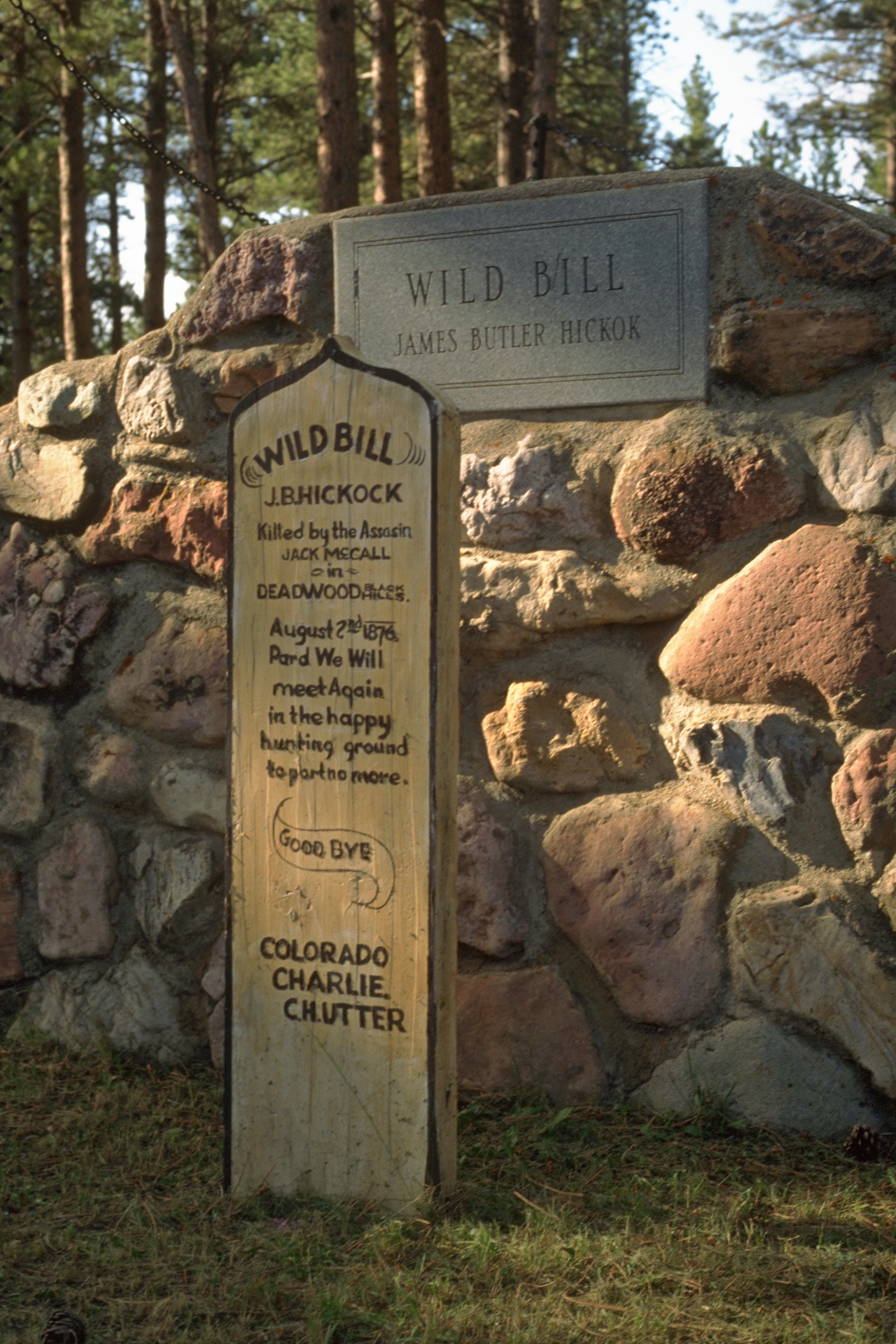
Wild Bill Hickoks Grab auf dem Friedhof von Deadwood, South Dakota

Bill Hickok wurde zunächst auf dem Friedhof von Ingleside beerdigt, 1879 wurde Deadwoods Friedhof nach Mount Moriah verlegt, wo sich Hickoks Grab bis heute neben dem von Calamity Jane befindet, die 1903 neben Hickok beigesetzt worden war. Die von Calamity Jane in ihren Briefen erwähnte Romanze und die angeblich gemeinsame Tochter sind weiter nicht belegt.

## Wissenswertes und Legenden

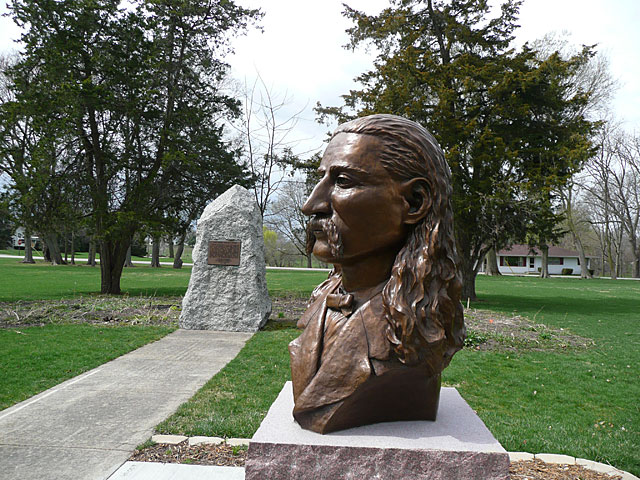
Wild Bill Hickok Memorial in Troy Grove, Illinois

- Laut eigener Aussage trug Bill langes welliges Haar, um die Indianer zum Skalpraub zu provozieren.
- Der Saloon No. 10, in dem Bill erschossen wurde, brannte 1879 ab. In Deadwood existiert an anderer Stelle ein Nachbau, in dem eine Wild Bill Show aufgeführt wird.
- Bis heute ist nicht geklärt, warum McCall Bill Hickok erschossen hat. Sicher ist nur, dass es nichts mit dem laufenden Pokerspiel zu tun hatte, eher mit einem vorangegangenen Spiel oder persönlichen Differenzen.
- Die Legende sagt, dass Hickok, als er erschossen wurde, entgegen seiner normalen Vorgehensweise und Maxime nicht mit dem Rücken zur Wand saß, was ihm an jenem Tag zum Verhängnis wurde.
- Sein Geburtsort Troy Grove hat ihm ein Denkmal gesetzt.

## Film und Fernsehen
Filme, die auf das Leben von Wild Bill Hickok aus der Sicht Hollywoods Bezug nehmen bzw. es interpretieren:
- 1923: Wild Bill Hickok, Regie: Clifford Smith (mit William S. Hart als Wild Bill)
- 1937: Der Held der Prärie (The Plainsman), Regie: Cecil B. DeMille (mit Gary Cooper als Wild Bill)
- 1953: Schwere Colts in zarter Hand (Calamity Jane), Regie: David Butler (mit Howard Keel als Wild Bill)
- 1970: Little Big Man, Regie: Arthur Penn (mit Jeff Corey als Wild Bill)
- 1984: Calamity Jane, Fernsehfilm, Regie: James Goldstone (mit Frederic Forrest als Wild Bill)
- 1995: Wild Bill, Regie: Walter Hill (mit Jeff Bridges als Wild Bill)
- 2017: Hickok, Regie: Timothy Woodward Jr. (mit Luke Hemsworth als Wild Bill)

Fernsehserien:
- 1989–1992: The Young Riders (mit Josh Brolin als James Butler Hickock)
- 1995: Legend (Folge 1.05 The Life, Death, and Life of Wild Bill Hickok, mit William Russ als Wild Bill Hickock)
- 2004–2006: Deadwood (mit Keith Carradine als Wild Bill)